# Tarzan e la donna leopardo
Tarzan e la donna leopardo (Tarzan and the Leopard Woman) è un film del 1946 diretto da Kurt Neumann.
Il soggetto è liberamente ispirato alle avventure di Tarzan delle Scimmie, il famoso romanzo di Edgar Rice Burroughs del 1912. Il film è il decimo dei dodici della saga di Tarzan interpretati dall'attore Johnny Weissmuller, già primo uomo al mondo a nuotare i 100 metri stile libero sotto il minuto e vincitore di cinque medaglie d'oro olimpiche ai Parigi 1924 e Amsterdam 1928. Ed è il settimo degli otto in cui l'attore bambino Johnny Sheffield compare nel ruolo di "Piccolo" ("Boy"), il figlio adottivo di Tarzan e Jane.

## Trama
Sul fiume Zambesi, vicino alla zona in cui vive Tarzan, un uomo gravemente ferito muore dopo aver raccontato che la sua carovana è stata attaccata da leopardi. Analizzando le ferite, Tarzan nota che sono stati usati solo artigli, deducendo che non si tratta di veri animali. Il Commissario non gli crede e organizza un safari per eliminarli. In realtà, il dottor Ameer Lazar, capo di una tribù di abitanti delle caverne, e la sacerdotessa Lea sono i responsabili: vogliono proteggere Bagandi, la loro terra e considerano Tarzan un ostacolo la loro culto del dio leopardo. 
Durante il safari, veri leopardi attaccano il gruppo, che comprende Jane, Piccolo e la scimmia Cita. Tarzan li respinge ma resta convinto che non siano loro i veri colpevoli. Kimba, fratello di Lea, decide di uccidere Tarzan per guadagnarsi il rispetto della tribù. Fingendosi affamato e smarrito, si introduce nella casa sull’albero; Jane lo aiuta ma lui ruba un coltello e tenta di aggredirla travestito da leopardo ma il ritorno improvviso di Tarzan e Piccolo glielo impediscono. A Bagandi, nel frattempo, gli uomini di Lea e Lazar catturano quattro insegnanti, benché difese da Tarzan che, sopraffatto da numerosi Uomini Leopardo, viene catturato. La stessa sorte tocca anche a Jane e Piccolo. Nella grotta della tribù, Lea ordina di sacrificare Tarzan e le quattro ragazze al dio leopardo. È Cita che, introducendosi nella caverna per liberare i prigionieri, dà inizio a una drammatica sequenza che vedrà il figlio della jungla opporsi in uno scontro decisivo ai fanatici guerrieri del culto del dio leopardo.